# Соломон I (цар Імереті)
Соломон I (груз. სოლომონ I; 1735 — 23 квітня 1784) — цар Імереті з 1752 до 1766 та з 1768 до 1784 року. Старший син і наступник царя Олександра V.

## Життєпис
У березні 1752, після смерті батька, Соломон зайняв імеретинський царськи престол.
1757 року турецький султан відрядив проти Соломона велике військо. 14 грудня 1757 року грузини перейшли у наступ і здобули перемогу над противником, що переважав.
1766 року велике військо османів вторглось до Імереті. Турки посадили в Кутаїсі царем двоюрідного брата Соломона — Теймураза. Соломон звернувся по допомогу до Росії, втім та спроба повернути трон виявилась невдалою. Незважаючи на це, лишень османи залишили країну, Соломон повернув собі владу. Теймураз утік з Кутаїсі. Спротив грузинів на чолі з Соломоном I змусив Османську імперію почати перемовини. Відповідно до угоди, укладеної 1767 року, Туреччина визнавала Імеретію не у васальній залежності, а під своїм покровительством. 1768 року в битві при Цхрацкаро Соломон остаточно розбив Теймураза та ув'язнив його.
1778 року проти Соломона повстав його власний син Олександр. Цар придушив повстання, проте сам факт був значним ударом для Соломона.
У квітні 1784 року цар Соломон I Великий помер.

## Родина
Соломон Великий був одружений тричі. Його першою дружиною була княжна Тінатін Шервашидзеі.
Вдруге він одружився з княжною Маріам Дадіані.
Утретє цар одружився з Гулькан Цулукідзе.
Діти:
- Олександр (1760–1780);
- Дарейан (1756–1827), з 1768 року дружина князя Кайхосро Абашидзе;
- Маріам (1769–1845), дружина князя Ельбасара Еріставі (1738–1813).